# Lijst van trainers van Ajman Club
Dit is een lijst van trainers van het eerste elftal van Ajman Club.

## Lijst van trainers van Ajman Club
| Naam                   | Land van herkomst | Begin periode   | Einde periode     | Prijzen | Opmerkingen/Wijze van vertrek |
| ---------------------- | ----------------- | --------------- | ----------------- | ------- | ----------------------------- |
| Zé Mário               | Brazilië          | 1 januari 2009  | 30 december 2009  |         |                               |
| Ghazi Ghrairi          | Tunesië           | 26 oktober 2009 | 12 april 2010     |         |                               |
| Abdul Alwab Abdulkadir | Irak              | 1 juli 2011     | 30 juni 2014      |         |                               |
| Fathi Al-Jabal         | Tunesië           | 6 juli 2014     | 28 februari 2015  |         |                               |
| Manuel Cajuda          | Portugal          | 13 januari 2015 | 30 september 2015 |         |                               |
| Ayman El Ramadi        | Egypte            | 1 juli 2016     | 30 juni 2021      |         |                               |
| Goran Tufegdzic        | Servië            | 1 juli 2021     | 30 juni 2023      |         |                               |
| Caio Zanardi           | Brazilië          | 1 juli 2023     |                   |         |                               |